# سفن الدحرجة

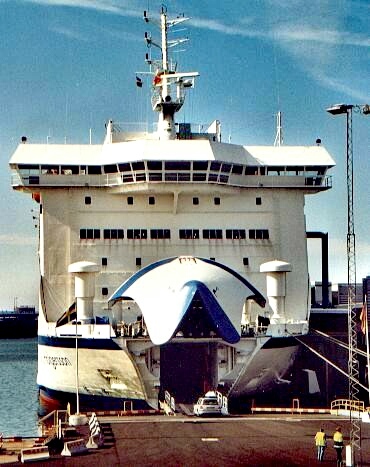
سفينة دحرجة تنقل ركاب وسيارات

سفن الدحرجة (رو-رو) وتعرف باللغة الإنجليزية اختصاراُ (RORO أو ro-ro) وهي التي تستخدم لنقل البضائع ذات العجلات. كالقطارات والسيارات بمختلف انواعها .
وعادة يتم تحميلها من مؤخرة السفينة حيث يتم فتح باب خلفي تدخل منه السيارات أو البضائع ذات العجلات.
وتم إنشاء هذا النوع من السفن في القرن 19 ميلادي، كما استخدمت في الحرب العالمية الثانية لنقل المدرعات والدبابات .
وحدة قياس البضائع في سفن الدحرجة تختلف عن السفن التقليدية التي تستخدم الطن المتري، فسفن الدحرجة تستخدم وحدة قياس تسمى حارات مترية ( جمع كلمة حارة).